# Эта-функция Дирихле
Эта-функция Дирихле в аналитической теории чисел — функция, определённая следующим рядом Дирихле, сходящимся для любого комплексного числа s, у которого действительная часть больше 0:
{\displaystyle \eta (s)=\sum _{n=1}^{\infty }{(-1)^{n-1} \over n^{s}}={\frac {1}{1^{s}}}-{\frac {1}{2^{s}}}+{\frac {1}{3^{s}}}-{\frac {1}{4^{s}}}+\dots }
Этот ряд Дирихле — знакочередующийся, он соответствует ряду Дирихле дзета-функции Римана ζ(s), поэтому эта-функция Дирихле также известна как альтернативная дзета-функция и иногда обозначается как ζ*(s). Выполняются следующие равенства:
{\displaystyle \eta (s)=\left(1-2^{1-s}\right)\zeta (s),}
{\displaystyle \eta (s)={\frac {1}{\Gamma (s)}}\int \limits _{0}^{\infty }{\frac {x^{s-1}}{e^{x}+1}}{dx}.}
({\displaystyle \Gamma (s)} — гамма-функция, это равенство представляет эта-функцию как преобразование Меллина).
И эта-функция Дирихле, и дзета-функция Римана являются частными случаями полилогарифма:
{\displaystyle \eta (s)=-\operatorname {Li} _{s}(-1)\qquad (\operatorname {Re} s>0),}
{\displaystyle \zeta (s)=\operatorname {Li} _{s}(1)\qquad (\operatorname {Re} s>1).}
Харди вывел для эта-функции функциональное уравнение
{\displaystyle \eta (-s)=2{\frac {1-2^{-s-1}}{1-2^{-s}}}\pi ^{-s-1}s\sin \left({\pi s \over 2}\right)\Gamma (s)\eta (s+1),}
которое позволяет продолжить её на всю комплексную плоскость, не ограничиваясь случаем Re s > 0.

## Нули
Нули эта-функции включают в себя все нули дзета-функции — отрицательные целые числа, точки s такие, что {\displaystyle s_{n}=1+2n\pi i/\ln 2,} где {\displaystyle n\in \mathbb {Z} \setminus \{0\}} (целое число, не равное 0).

## Значения в некоторых точках
{\displaystyle \!\ \eta (1)=\ln 2\approx 0{,}69314718.}
{\displaystyle \eta (2)={\pi ^{2} \over 12}\approx 0{,}82246703.}
{\displaystyle \eta (4)={{7\pi ^{4}} \over 720}\approx 0{,}94703283.}
{\displaystyle \eta (6)={{31\pi ^{6}} \over 30240}\approx 0{,}98555109.}
{\displaystyle \eta (8)={{127\pi ^{8}} \over 1209600}\approx 0{,}99623300.}
{\displaystyle \eta (10)={{73\pi ^{10}} \over 6842880}\approx 0{,}99903951.}
{\displaystyle \eta (12)={{1414477\pi ^{12}} \over {1307674368000}}\approx 0{,}99975769.}
Общая форма для чётных неотрицательных целых чисел:
{\displaystyle \eta (2n)=(-1)^{n+1}{{B_{2n}\pi ^{2n}(2^{2n-1}-1)} \over {(2n)!}},}
где {\displaystyle B_{k}} — числа Бернулли.